# Torneo de Dubái 2016
El Dubai Tennis Championships fue un evento profesional de tenis perteneciente al ATP World Tour en la categoría ATP World Tour 500 y en la WTA a los WTA Premier. Se disputó del 15 al 21 de febrero para las mujeres y del 22 de febrero al 28 de febrero para los hombres, en Dubái (Emiratos Árabes Unidos).

## Cabeza de serie

### Individuales masculinos
| Tenista               | Ranking | Preclasificado |
| Novak Djokovic        | 1       | 1              |
| Stan Wawrinka         | 4       | 2              |
| Tomáš Berdych         | 8       | 3              |
| Roberto Bautista Agut | 17      | 4              |
| Viktor Troicki        | 22      | 5              |
| Feliciano López       | 25      | 6              |
| Martin Klizan         | 27      | 7              |
| Philipp Kohlschreiber | 32      | 8              |

- Ranking del 8 de febrero de 2016

### Dobles masculinos
| Tenista                       | Ranking | Preclasificada |
| Jean-Julien Rojer Horia Tecău | 7       | 1              |
| Rohan Bopanna Florin Mergea   | 20      | 2              |
| Vasek Pospisil Nenad Zimonjić | 30      | 3              |
| Henri Kontinen John Peers     | 40      | 4              |

### Individuales femeninos
| Tenista              | Ranking | Preclasificada |
| Simona Halep         | 3       | 1              |
| Garbiñe Muguruza     | 5       | 2              |
| Carla Suárez Navarro | 8       | 3              |
| Petra Kvitová        | 9       | 4              |
| Belinda Bencic       | 11      | 5              |
| Karolína Plíšková    | 13      | 6              |
| Roberta Vinci        | 16      | 7              |
| Svetlana Kuznetsova  | 17      | 8              |

- Ranking del 8 de febrero de 2016

### Dobles femeninos
| Tenista                                  | Ranking | Preclasificada |
| Bethanie Mattek-Sands Yaroslava Shvédova | 10      | 1              |
| Caroline Garcia Kristina Mladenovic      | 20      | 2              |
| Andrea Hlaváčková Lucie Hradecká         | 22      | 3              |
| Tímea Babos Julia Goerges                | 36      | 4              |

## Campeones

### Individuales masculino
Stanislas Wawrinka venció a  Marcos Baghdatis por 6-4, 7-6(13)

### Individuales Femenino
Sara Errani venció a  Barbora Strýcová por 6-0, 6-2

### Dobles Masculino
Simone Bolelli /  Andreas Seppi vencieron a  Feliciano López /  Marc López por 6-2, 3-6, [14-12]

### Dobles Femenino
Chia-Jung Chuang /  Darija Jurak vencieron a  Caroline Garcia /  Kristina Mladenovic por 6-4, 6-4